# Tweede Italiaanse Onafhankelijkheidsoorlog
De Tweede Italiaanse Onafhankelijkheidsoorlog, ook bekend als de Frans-Oostenrijkse Oorlog, Oostenrijks-Sardijnse Oorlog, Oostenrijks-Piëmontese Oorlog en (in Frankrijk) Italiaanse veldtocht (Campagne d'Italie), werd uitgevochten door het Tweede Franse Keizerrijk van keizer Napoleon III van Frankrijk en het Koninkrijk Piëmont-Sardinië tegen het Keizerrijk Oostenrijk in 1859.
De oorlog werd doelbewust door Piëmont-Sardinië geprovoceerd, in afspraak met Frankrijk dat in Oostenrijk een belangrijke opponent in Europa zag. Deze afspraken werden in het grootste geheim gemaakt tijdens de Ontmoeting van Plombières in juli 1858. Oostenrijk was toen de heerser van Noordoost-Italië.
Nadat op 11 juli 1859 de Wapenstilstand van Villafranca was gesloten, werd in november 1859 het Verdrag van Zürich getekend. Frankrijk verkreeg het Oostenrijkse Lombardije en gaf dit vervolgens aan Piëmont-Sardinië. In ruil voor zijn hulp kreeg Frankrijk gebieden van Piëmont-Sardinië, namelijk het hertogdom Savoye en het graafschap Nizza (Nice). De gebiedsoverdrachten werden officieel vastgelegd bij het Verdrag van Turijn (1860).
Met de gevolgen van de dure oorlog was Frankrijk minder tevreden: keizer Napoleon III was ervan uitgegaan dat Piëmont-Sardinië hem dankbaar zou blijven en dat de Centraal-Italiaanse staten onder Franse invloed zouden komen. Deze echter werden binnen korte tijd onderdeel van het nieuwe koninkrijk Italië onder leiding van Piëmont-Sardinië.

## Veldslagen
- Slag bij Montebello
- Slag bij Varese
- Slag bij San Fermo
- Slag bij Palestro
- Slag bij Turbigo
- Slag bij Boffalora
- Slag bij Melegnano
- Slag bij Magenta
- Slag bij Treponti
- Slag bij Medole
- Slag bij Solferino
- Slag bij San Martino